# ان‌آرجی انرژی
ان‌آرجی انرژی (انگلیسی: NRG Energy) شرکت برق آمریکایی است، که در سال ۱۹۹۲ تأسیس شد.